# Spectre de longueurs
Pour les articles homonymes, voir Spectre.
En géométrie riemannienne, le spectre de longueurs d'une variété riemannienne compacte {\displaystyle (M,g)} est l'ensemble {\displaystyle \Lambda (M,g)} des longueurs de ses géodésiques fermées (des courbes périodiques minimisant localement la distance). Cette partie de R+ est naturellement partitionnée par l'ensemble des classes d'homotopie libre de lacets libres de la variété M. Pour une telle classe a, on note {\displaystyle \Lambda _{a}(M,g)} l'ensemble des longueurs des géodésiques fermées de classe d'homotopie libre a.

## Courbure négative
En courbure négative, dans toute classe d'homotopie libre non triviale a de M, il existe une unique géodésique fermée. C'est la courbe fermée de longueur minimale dans la classe a. 

## Propriété générale
- En toute généralité, {\displaystyle \Lambda } est un ensemble fermé et de mesure nulle, a fortiori nulle part dense.

On dispose d'estimations de la croissance du spectre en fonction d'invariants géométriques de la variété.
On peut construire une fonction zêta de Selberg pour encoder l'information contenue dans le spectre.